# 聖ゲオルギオス修道院 (ワジケルト)

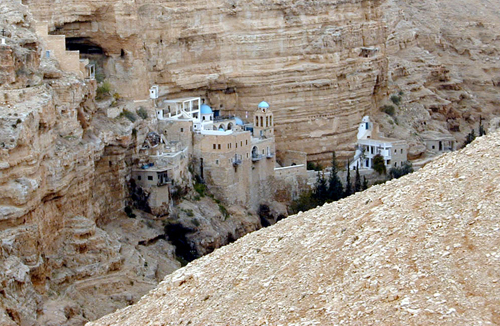
聖ゲオルギオス修道院 (ワジケルト)

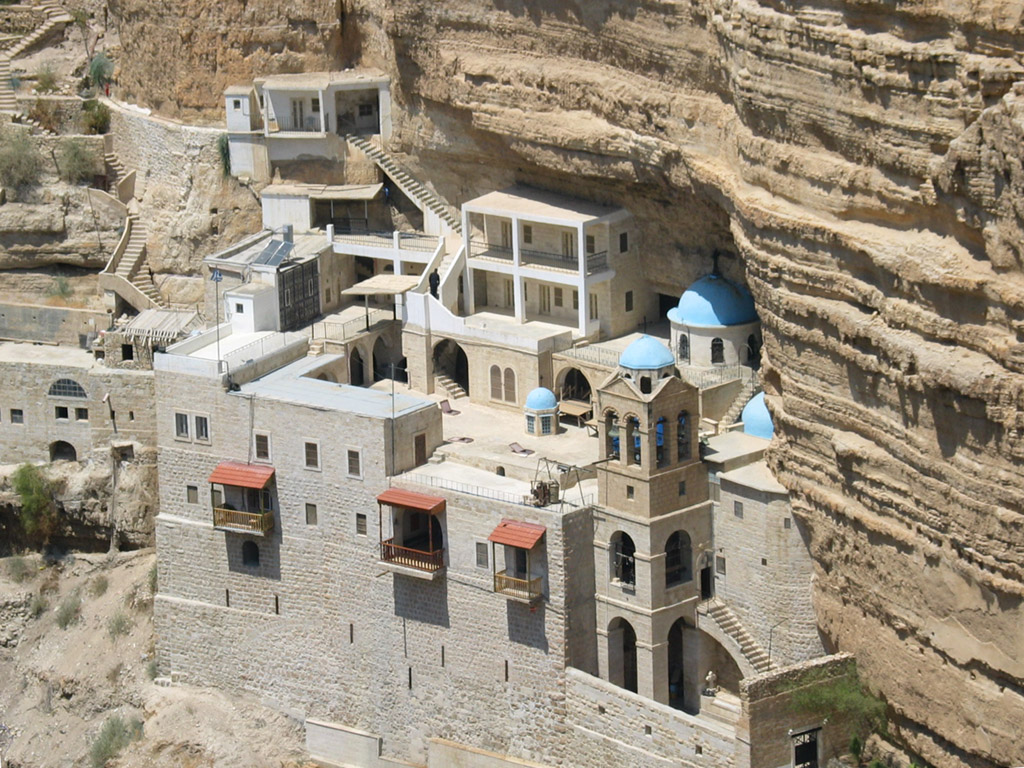
聖ゲオルギオス修道院 (ワジケルト)

聖ゲオルギオス修道院（せいゲオルギオスしゅうどういん）は、ヨルダン川西岸地区のエリコの西郊外にある正教会の修道院である。ワジケルト（en:Wadi Qelt）というワジ（涸れ川）の断崖に480年頃に建設された。キプロス島生まれのコジバの聖ゲオルギオス（St. George of Koziba）の名から、コジバの聖ゲオルギオス修道院とも呼ばれている。預言者のエリヤがカラスに養われてそこに住んだ（旧約聖書・列王記上17章）といわれる洞窟がこの修道院内にある。  